# Metisella
Metisella är ett släkte av fjärilar. Metisella ingår i familjen tjockhuvuden.

## Bildgalleri

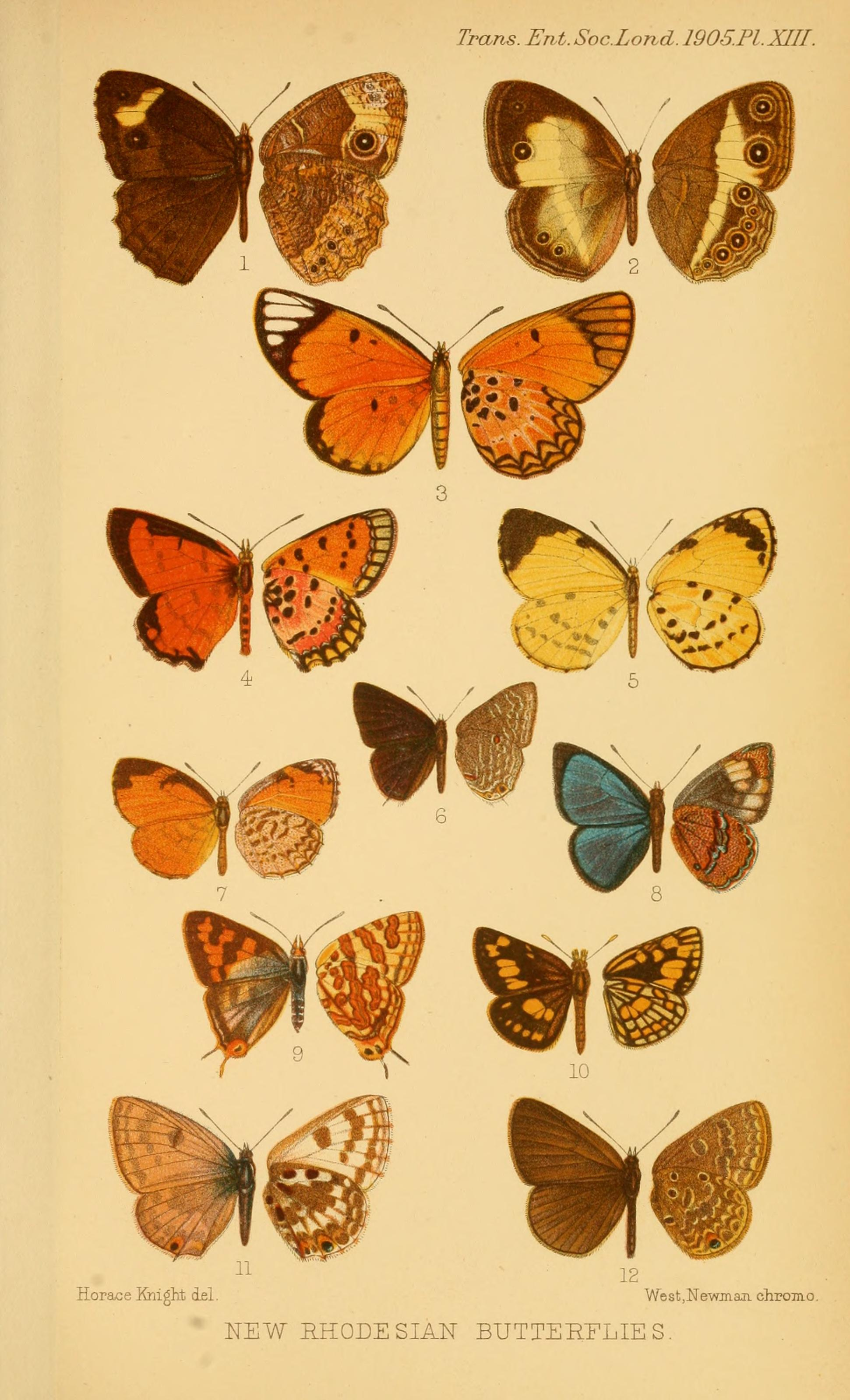

## Dottertaxa tillMetisella, i alfabetisk ordning[1]
- Metisella abeli
- Metisella abscissa
- Metisella aegipan
- Metisella alpha
- Metisella alticola
- Metisella angolana
- Metisella argenteostriata
- Metisella beta
- Metisella birbiranus
- Metisella carsoni
- Metisella cheles
- Metisella cooksoni
- Metisella decipiens
- Metisella delta
- Metisella elgona
- Metisella formosus
- Metisella gamma
- Metisella inyanga
- Metisella kakamega
- Metisella kambove
- Metisella kappa
- Metisella kumbona
- Metisella lamda
- Metisella limpopana
- Metisella linda
- Metisella malda
- Metisella malgacha
- Metisella marunga
- Metisella medea
- Metisella meninx
- Metisella metis
- Metisella midas
- Metisella mittoni
- Metisella nanda
- Metisella nyanza
- Metisella nyika
- Metisella ogwanyi
- Metisella orientalis
- Metisella orina
- Metisella paris
- Metisella perexcellens
- Metisella quadrisignatus
- Metisella sitebi
- Metisella syrinx
- Metisella tanga
- Metisella theta
- Metisella trisignatus
- Metisella tsadicus
- Metisella willemi
- Metisella xanthometis
- Metisella zeta